# Rosalind Knight
Rosalind Knight (Inglaterra, 3 de dezembro de 1933 – 19 de dezembro de 2020) foi uma atriz inglesa, conhecida pela participação nas séries Friday Night Dinner e The Crown.
Morreu em 19 de dezembro de 2020, aos 87 anos.